# Schradera montana
Schradera montana är en måreväxtart som först beskrevs av Pieter Willem Korthals, och fick sitt nu gällande namn av Puff, R.Buchner och J. Greimler. Schradera montana ingår i släktet Schradera och familjen måreväxter. Inga underarter finns listade i Catalogue of Life.